# Frederick Vine

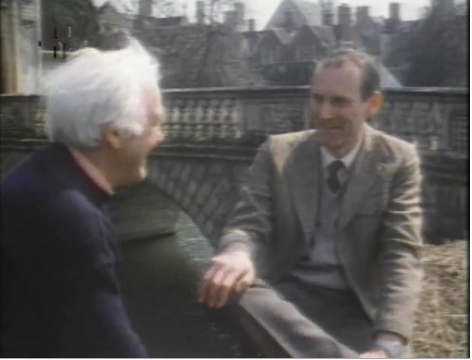
Frederick Vine (1981)

Frederick John Vine (* 17. Juni 1939 in Chiswick, London; † 21. Juni 2024) war ein britischer Geologe und Geophysiker.

## Leben
Vine studierte an der Universität Cambridge (St. John´s College) Naturwissenschaften mit Bachelor-Abschluss 1962 und Promotion in mariner Geophysik 1965. 1967 wurde er Assistant Professor an der Princeton University.
Vine war ab 1970 Reader und von 1974 bis 1998 Professor an der University of East Anglia. Von 1977 bis 1980 und erneut von 1993 bis 1998 war er dort Dekan. Bis 2008 gehörte er dieser Universität als Professor Emeritus an.

## Wirken
Vine lieferte wesentliche Beiträge zur Theorie der Plattentektonik. Mit Drummond Matthews interpretierte er die in paläomagnetischen Untersuchungen aufgefallenen Streifen beiderseits der mittelozeanischen Rücken als Folge der Neubildung und Spreizung der Ozeanböden. Das war auch Gegenstand seiner Dissertation in Cambridge bei Matthews. Sie publizierten darüber in Nature 1963. Unabhängig verfolgte auch der Kanadier Lawrence Morley (1920–2013) diese Idee, die Spreizung der Ozeanböden zu beweisen. Das Konzept der Spreizung der Ozeanböden war damals durch Harry Hammond Hess und Robert S. Dietz (Continent and Ocean Basin Evolution by Spreading of the Sea Floor, Nature, Band 190, 1961, S. 854–857) bekannt und die paläomagnetischen Grundlagen stammten aus der Arbeit von Allan V. Cox und dessen Kollegen.
Weitere Arbeiten betrafen die Ophiolithe in den Troodosbergen Südzyperns (mit E. M. Moores), die Geschichte des Erdmagnetfeldes (mit R. A. Livermore) sowie die elektrische Leitfähigkeit von Gesteinen aus der unteren Erdkruste (mit R. G. Ross).

## Auszeichnungen
- 1968 Arthur L. Day Medal
- 1971 Bigsby Medal
- 1973 die Chapman Medal der Royal Astronomical Society
- 1974 Fellow der Royal Society.
- 1977 Chree Medal and Prize
- 1981 Balzan-Preis
- 1982 Hughes-Medaille
- 2007 die Prestwich Medal der Geological Society of London

## Schriften
- mit Matthews: Magnetic Anomalies Over Oceanic Ridge, Nature, Band 199, 1963, S. 947–949
- Philip Kearey und Frederick J. Vine: Global tectonics. 1990, 2. Auflage 1996, 3. Auflage 2009.